# Pekuwon (Bangsal)
Pekuwon is een bestuurslaag in het regentschap Mojokerto van de provincie Oost-Java, Indonesië. Pekuwon telt 2986 inwoners (volkstelling 2010).